# Loch Tay
Il Loch Tay è un lago (loch) di circa 26 km² della Scozia centrale, situato tra l'area amministrativa di Perth e Kinross (contea tradizionale: Perthshire; in gran parte) e tra l'area amministrativa di Stirling. È il più grande lago del Perthshire e uno dei più profondi laghi scozzesi.
Località principali del lago sono Killin, Kenmore, Lawers e Dalerb.

## Geografia

### Collocazione
Il Loch Tay si estende a sud-ovest della cittadina di Aberfeldy, nella parte centro-orientale dell'area amministrativa di Perth e Kinross, al confine con l'area amministrativa di Stirling, di cui occupa anche una minima parte (segnatamente la sua sud-occidentale, dove è situato il villaggio di Killin): è situato a sud dei Monti Grampiani e del Loch Rannoch e a sud-ovest di Pitlochry.

### Dimensioni
Il Loch Tay ha una lunghezza di circa 24 km e una profondità di circa 508 piedi.

## Archeologia
Il Loch Tay fu abitato sin dalla preistoria: testimonianza ne sono i 18 crannóg (isole artificiali con abitazioni simili alle palafitte) rinvenuti lungo il lago.
A Kennoch si trova lo Scottish Crannog Centre, dove è stato ricostruito uno dei crannóg del lago.
|  |

## Trasporti
Lungo il lago si trova anche una stazione ferroviaria, la Loch Tay railway station.

## Galleria d'immagini

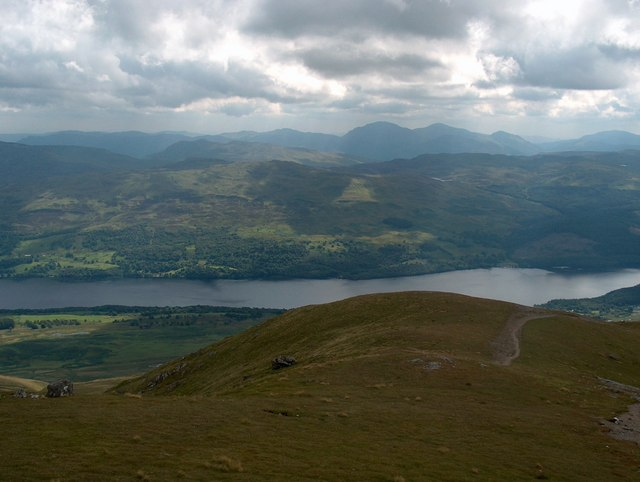
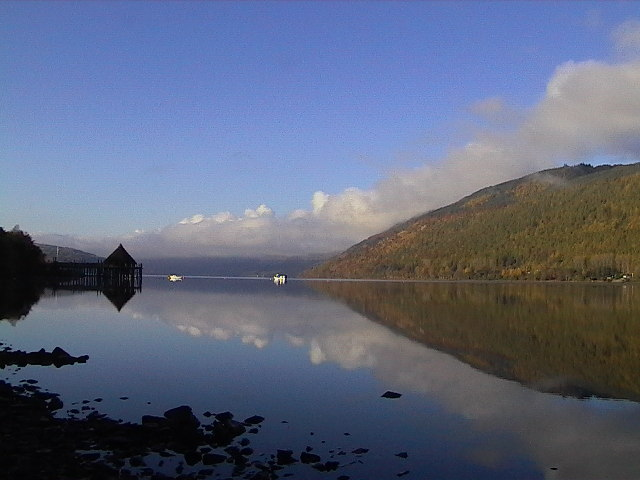
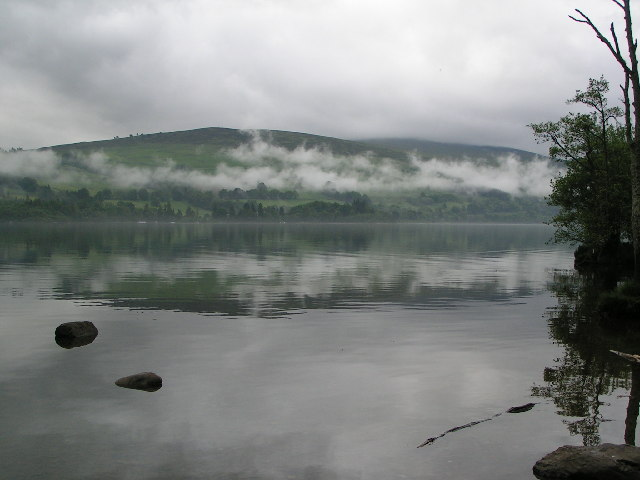
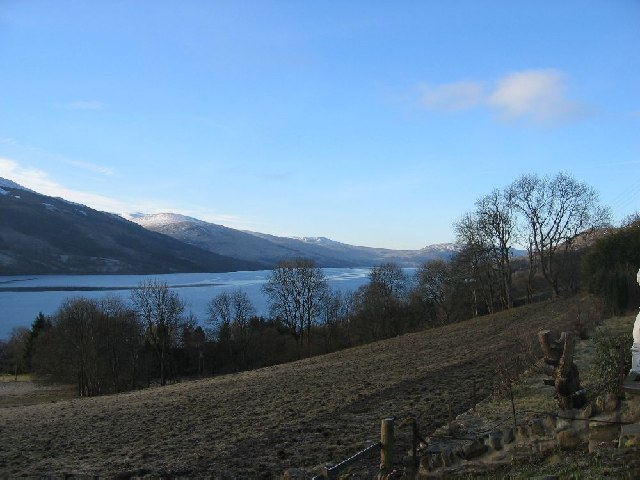
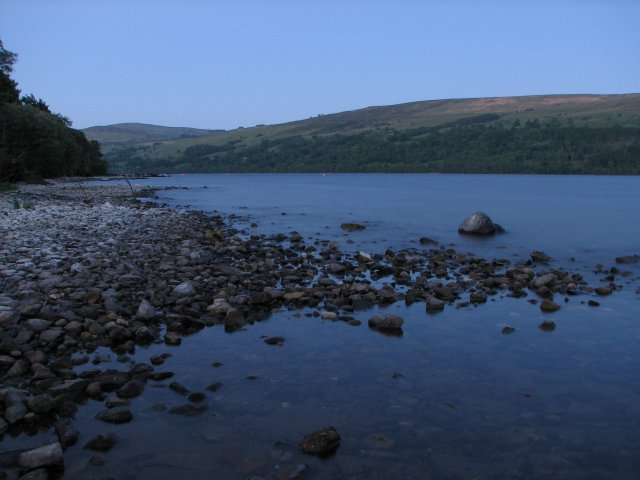